# Paul Trenckmann
Paul Trenckmann (* 1676; † 1747) war ein deutscher Kartograf.
Trenckmann war als Gerichtsschöffe in Geringswalde tätig und interessierte sich nebenberuflich für Kartografie und das Vermessungswesen. Nach eigener Aussage hat er bis 1718 den ganzen Leipziger und Thüringer Kreis mit den darin befindlichen Stiftern Merseburg, Naumburg und Wurzen sowie das mansfeldische Territorium und mehrere Ämter des Kur- und Erzgebirgischen Kreises unter Anleitung des sächsischen Geografen Adam Friedrich Zürner in Spezialkarten gebracht.
Als es den Anschein hatte, dass die zweite kursächsische Landesaufnahme ihrem Ende zugehen würde, bot Trenckmann der Regierung zu Altenburg an, das ganze Fürstentum Sachsen-Altenburg kartografisch zu erfassen. Dieses Angebot wurde 1718 angenommen und die entstandene neue Karte der beiden Ämter Altenburg und Ronneburg wenige Jahre später im Verlagshaus von Peter Schenk in Amsterdam gedruckt. Sie ist ganz nach Zürnerischer Zeichnungsart eingerichtet.
Trenckmann nutzte die Tatsache, dass seine Dienste auch im Ausland begehrt waren, geschickt aus, um neben seinem Beruf in Geringswalde ein zweites, festes und gut bezahltes Amt am Hof in Dresden zu erhalten. Nach mehreren Bittgesuchen gelang es ihm, die Aufsicht über die Grenzen und Straßen des Kurfürstentums Sachsen gegen eine jährliche Besoldung von 300 Talern übertragen zu bekommen. Am 17. Juli 1720 erfolgte seine Anstellung als kursächsisch-polnischer Grenzkondukteur. Auch sein Sohn Johann Paul Trenckmann nahm Vermessungen, u. a. 1731–33 als Kondukteur von Adam Friedrich Zürner, vor. Dieser weilte u. a. am 13. Juli 1724 in Eisleben und legte die Standorte der kursächsischen Postmeilensäulen an der Poststraße von Eisleben nach Quedlinburg bis Harkerode fest.
In den folgenden Jahren bemühte sich Trenckmann vor allen Dingen um die Sammlung der noch fehlenden geografischen Nachrichten der sächsischen Ämter und Städte, wozu er viel im Land umherreiste und dabei gleichzeitig die Straßen und Grenzen beaufsichtigte. Seine damaligen Aufzeichnungen liegen heute als wertvolle regionalgeschichtlichen Quellen im Sächsischen Hauptstaatsarchiv Dresden vor.

## Kinder
Sein Sohn, Johann Paul Trenckmann, fertigte die Kupferstich-Landkarte "COMITATVS SCHOENBURGENSIS....Hartenstein et Dynastia Stein...Remissau, Rochsburg, Penig, Wechselburg, Oelsnitz, Ziegelheim..." über die Schönburgischen Herrschaften an, die 1760 veröffentlicht wurde.